# Г'юберт Самлін
Г'ю́берт Ча́рлз Са́млін (англ. Hubert Charles Sumlin, 16 липня 1931, округ Лефлор, Міссісіпі — 4 грудня 2011, Вейн, Нью-Джерсі) — американський блюзовий гітарист і співак, представник чиказького блюзу. Постійний багаторічний виконавець гурту Гауліна Вулфа. Посів 65-те місце у списку «100 найкращих гітаристів усіх часів» за версією журналу «Rolling Stone» 2003 року та 43-тє місце за версією «Rolling Stone» 2011 року. Обраний до Зали слави блюзу 2008 року.

## Біографія

### Ранні роки
Г'юберт Самлін народився 1931 року на плантації Піллоу поблизу Грінвуда, штат Міссісіпі в родині Джона та Клаудії Самлін.
Виріс у Г'юзі, штат Арканзас, у десять років грав на барабанах, а рік потому почав опановувати гітару, яку йому купила мати за 8 доларів. Дитиною вишукував будь-яку нагоду послухати виступи Гауліна Вулфа, одного разу проїхав для цього автостопом близько 5 миль. Вулф не просто звернув на нього увагу, а поставився по-батьківськи, що визначило їхні стосунки на майбутні десятиліття. Підлітком Г'юберт працював на плантації та брав з собою гітару, аби грати увесь вільний (а інколи навіть робочий) час. У 14 років, натхненний записами Чарлі Паттона та Роберта Джонсона Самлін покинув дім своєї матері та оселився у Вест-Мемфісі. Там задовольнявся випадковими заробітками, грав у джук-барах разом з майбутнім видатним виконавцем на губній гармоніці Джеймсом Коттоном. Час від часу Вулф, який 1948 року перебрався до Вест-Мемфіса, дозволяв Самліну виступати зі своїм гуртом у клубах Вест-Мемфіса та східного Арканзасу. У 18 років Самлін отримав свою першу постійну роботу, акомпануючи Коттону на другій гітарі. В гурті Коттона Г'юберт провів майже три роки, мандрував з виступами Арканзасом та Теннессі. На початку 1954 року Самлін приєднався до колишнього гурту Гауліна Вулфа на три тижні, виступав у Луїзіані, Міссісіпі, Теннессі, а також у клубі «Silkhairs» у Вест-Мемфісі.

### Гурт Гауліна Вулфа
У 1953 році Гаулін Вулф залишив свій гурт у Вест-Мемфісі і поїхав записуватись на студію Chess Records у Чикаго. Наступного року він переконав Г'юберта Самліна приєднатися до нього на півночі. Самлін перебрався до Чикаго і закріпився в гурті як постійний учасник. Спочатку другий гітарист, він зрештою став опорою звучання Вулфа впродовж усього життя співака. Так почалася співпраця, що тривала майже двадцять п'ять років і переривалася лише двічі, коли Г'юберт короткий час грав з Мадді Вотерсом. Стосунки між ним та Вулфом складалися не дуже мирно. Іноді конфлікти загострювалися до бійок і вибитих зубів. Попри насильство та напруженість у стосунках, «це не мало значення: ми завжди поверталися один до одного», казав Самлін в інтерв'ю 1994 року. Досить скромний Самлін став гострим контрапунктом домінантному Вулфу. Самлін відігравав центральну роль у створенні одних з найбільш пам'ятних і впливових творів American Roots Music XX століття. Його надзвичайні гитарні партії є такою ж невіддільною частиною класичних блюзових композицій «Spoonful», «Smokestack Lightning», «Killing Floor» та «The Red Rooster», як і гарчання Вулфа. Біограф Вулфа Марк Гоффман описав їх музичну комбінацію «як бензин і запалений сірник». Але перш ніж цей «музичний шлюб» склався, Г'юберт Самлін пройшов значний шлях самовдосконалення. Він відмовився від традиційного плектра і перейшов до гри виключно пальцями, що, за його словами, допомогло «відчути душу та біль» і пом'якшило виконання. Вулф також змусив його шість місяців відвідувати викладача чиказької консерваторії, у якого Самлін опановував нотну грамоту і гами. У 1950-х блюзова гармоніка в Чикаго почала поступатися популярністю гітаристам, реакцією на ці зміни у складі чиказького гурту Вулфа став тандем Джоді Вільямса та Г'юберта Самліна. Одними з перших записів альянсу Вільямса і Самліна були сингли Гауліна Вулфа «Evil Is Going On» (Chess 1575) і «Forty Four» (Chess 1584) 1954 року та «Who Will Be Next» (Chess 1593) і «Come to Me, Baby» (Chess 1607) 1955 року.
Черговий конфлікт між Самліном і Вулфом 1956 року призвів до того, що Г'юберт покинув гурт, аби вирушити в турне з Мадді Вотерсом, який до того ж запропонував йому втричі вищу платню. Самлін приєднався до команди Мадді Вотерса і грав з ним близько року. В цей час він брав участь у декількох записах Мадді, а також Чака Беррі на студії Chess. За спогадами Самліна, його влаштовувала музика, подобалась можливість переймати досвід і навчатися нового, але режим праці був виснажливим. Йому доводилося грати щоночі, одного разу 40 ночей поспіль, кожне нове місце було за сотні миль від попереднього, тож за рік він повернувся до Чикаго і Вулфа.

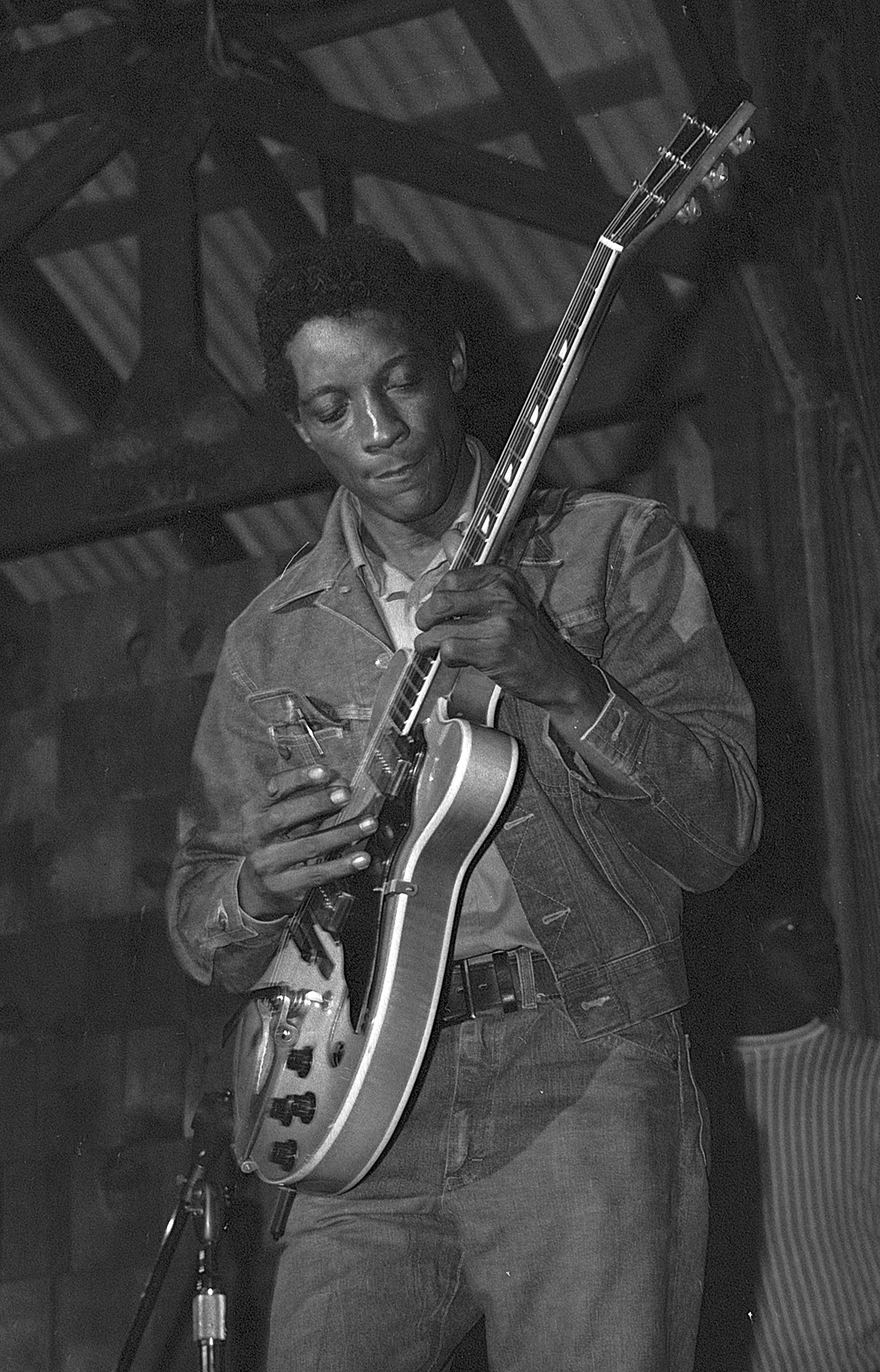
Г'юберт Самлін на фестивалі в Анн-Арборі 1970 року

Самлін знов приєднався до гурту Вулфа і з 1957 до 1970 року майже безперервно працював у клубах і тавернах Чикаго та за його межами — від придорожніх забігайлівок Півдня до нью-йоркського театру «Аполло». Він брав участь у численних записах синглів Гауліна Вулфа для Chess, зокрема «Sitting On Top Of The World» (1957, Chess 1679) та «Howlin' Blues» (1959, Chess 1726). Його першому з Вулфом альбому 1959 року, Moanin' in the Moonlight (Chess LP-1434), судилося стати класикою. Наступного року за участю Самліна гурт Вулфа записав «Spoonful» (Chess 1762), що відтоді став блюзовим стандартом.
Гурт Вулфа разом з Самліном і далі записувався на початку 60-х, саме в цей період створені такі відомі пісні як «Down In The Bottom» (Chess 1793), «The Red Rooster» та «Shake For Me» (Chess 1804), «Goin' Down Slow» (Chess 1813) та «I Ain't Superstitious» (Chess 1823), «Do The Do» (Chess 1844) та «Tail Dragger» (Chess 1890), «Built For Comfort» і «Three Hundred Pounds Of Joy» (Chess 1870). 1964 року гурт вирушив у турне Європою в рамках Американського фолк-блюзового фестивалю. У Європі Г'юберт нарешті отримав можливість записуватися як лідер. Він записав на студії Amiga у Східному Берліні свій перший сольний альбом American Folk Blues (Amiga 850043) з піаністом Саннілендом Слімом, басистом Віллі Діксоном та ударником Кліфтоном Джеймсом. 1966 року він знов короткий час виступав з Мадді Вотерсом та з гуртом Меджика Сема. 1971 року Самлін грав в одному з останніх проєктів Вулфа, The London Howlin' Wolf Sessions, за участю ритм-секції «The Rolling Stones» та Еріка Клептона на соло- та слайд-гітарі.

### Сольна кар'єра
1971 року в Чикаго був записаний другий сольний альбом Hubert Sumlin and his friends, що вийшов 1973 року в серії Kings of Chicago Blues, Vol. 2 французького лейбла Disques Vogue.

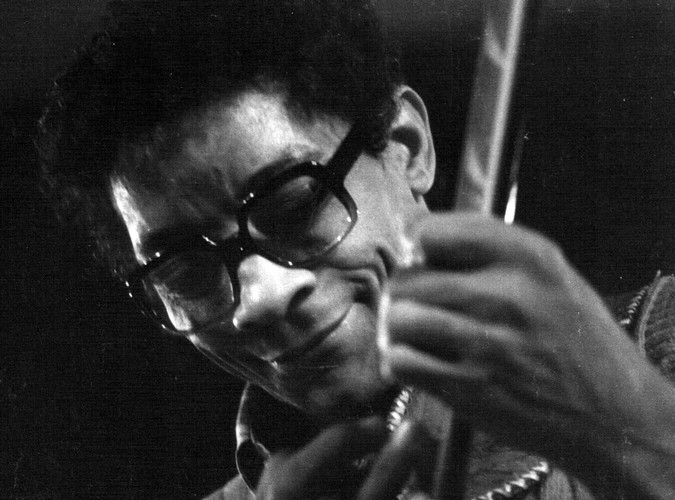
Г'юберт Самлін 1975 року

Третій сольний альбом Самліна Groove, що вийшов на французькому лейблі Black & Blue 1976 року був записаний у Парижі 22 грудня 1975 року з його друзями, чиказькими музикантами: Фред Білоу (ударні), Лонні Брукс (гітара), Віллі Мейбон (фортепіано), Девід Маєрс (бас-гітара). Запис було зроблено за кілька тижнів до смерті Гауліна Вулфа. Смерть Вулфа у січні 1976 року емоційно спустошила Самліна й на кілька місяців він взагалі припинив грати. Згодом він деякий час грав у гурті Eddie Shaw and the Wolf Gang, а також співпрацював в чиказьких клубах з Саннілендом Слімом. 1977 року Самлін взяв участь у записі п'яти композицій, що Едді Шоу та The Wolf Gang виконали для першого випуску антології Living Chicago Blues лейблу Alligator Records.
Новий період своєї кар'єри Г'юберт Самлін присвятив переважно сольному виконанню. Перший запис під власним ім'ям у Сполучених Штатах Самлін зробив у жовтні 1986 року. Реліз цього альбому Hubert Sumlin's Blues Party (Black Top BT 1036) стався 1987 року. Впродовж наступних двадцяти п'яти років він записав шість альбомів, з'явився на платівках з іншими зірками блюзу, багато гастролював по клубах і фестивалях Америки, Європи та Японії. Він також став наставником Стіві Рея, Джиммі Вона, Ронні Ерла та багатьох інших молодих виконавців.

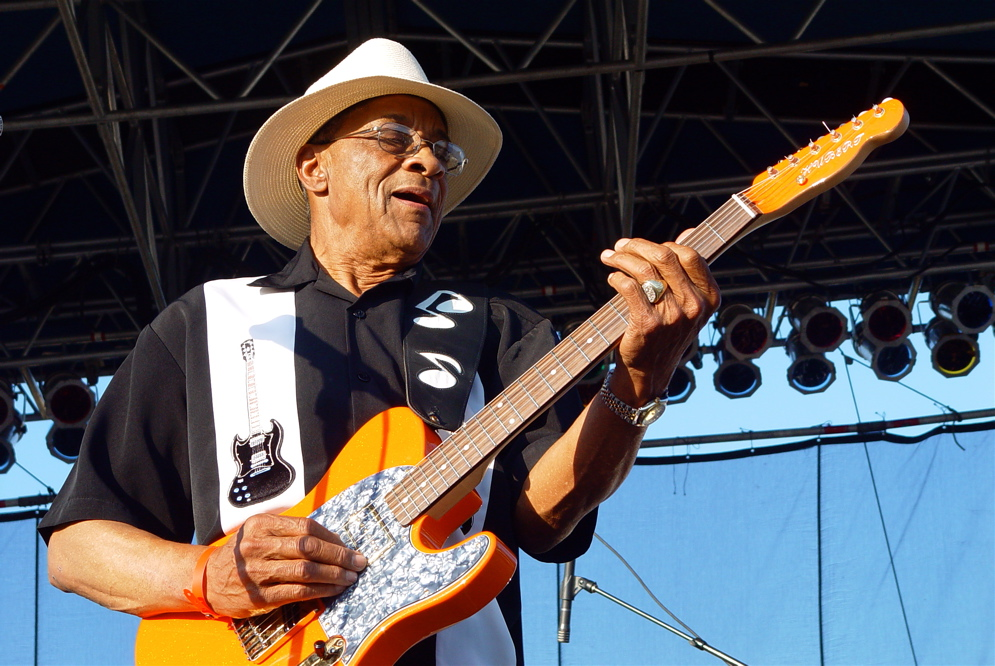
Г'юберт Самлін на фестивалі у Су-Фоллс 2006 року

1990 року він відвідав Британію під егідою лейблу JSP Records промоутера Джона Стедмана й записав альбом Hubert Sumlin: Blues Guitar Boss, а у грудні 1993 зробив запис для аргентинського Blues Special, результатом якого стали альбоми Made In Argentina 1993 (Blues Special BSCD 9501) та I'm The Back Door Man (Blues Special BSCD 9506).
Останні роки свого життя Самлін жив у Тотові, штат Нью-Джерсі. У 2002 році йому діагностували рак легені, він кинув палити й пити, але концертної діяльності не припинив і після операції з видалення хворої легені 2004 року виступав на сцені з кисневим балоном.
Г'юберт брав участь у шоу Bob Margolin All-Star Blues Jam, а також в однойменному альбомі Telarc Records, випущеному в червні 2003 року. Його реліз 2003 року About Them Shoes продемонстрував зоряний склад гостей-шанувальників, що виступили у ролях другого плану: Ерік Клептон, Кіт Річардс, Боб Марголін, Левон Хелм, Пол Ошер, Девід Максвелл та інші.

### Смерть
4 грудня 2011 року 80-річний Г'юберт Самлін помер від серцевої недостатності у лікарні міста Вейн, штат Нью-Джерсі. Витрати на похорон Самліна сплатили його давні шанувальники Мік Джаггер та Кіт Річардс.

## Визнання
Блюзові та рок-гітаристи зазнали значного впливу Самліна: Гендрікс часто переспівував «Killing Floor», Rolling Stones, Клептон і незліченна кількість менш відомих блюзових виконавців продовжують грати «The Red Rooster», The Doors переробили на свій лад «Back Door Man», а Пейдж, Клептон і Бек наслідували Самліну у піснях «Spoonful» і «Smokestack Lightnin'».
Його [Самліна] класичні партії у піснях "Spoonful", "Smokestack Lightnin'", "Wang Dang Doodle" та "I Ain't Superstitious" вплинули на ціле покоління блюзових рокерів, включаючи Пітера Гріна, Френка Заппу, братів Воганів та Rolling Stones. Джиммі Гендрікс якось назвав його своїм улюбленим гітаристом, а Ерік Клептон у 1976 році в інтерв'ю Guitar Player сказав: "Я давно хотів познайомитися з Г'юбертом, тому що він робив деякі речі, що лякали мене, коли я брав гітару в руки - те, що в "Goin' Down Slow", просто дивна гра. Він дійсно неймовірний.
Оригінальний текст (англ.)
[His [Sumlin's] classic parts in "Spoonful", "Smokestack Lightnin'", "Wang Dang Doodle" and "I Ain't Superstitious" influenced a generation of blues-based rockers, including Peter Green, Frank Zappa, the brothers Vaughan, and the Rolling Stones. Jimi Hendrix once cited him as his favorite guitarist, and Eric Clapton told Guitar Player in 1976; "For a long time I'd really wanted to meet Hubert because he did some things that freaked me out when I was picking up the guitar - that stuff on 'Goin' Down Slow', just the weirdest playing. He's truly amazing." ] Помилка: [undefined] Помилка: {{Lang}}: немає тексту (допомога): текст вже має курсивний шрифт (допомога)— Джас Обрехт
2008 року Самлін був введений до Зали слави блюзу.
Він був номінований на чотири премії Греммі: 1999 року за альбом Tribute to Howlin' Wolf разом з Генрі Греєм, Келвіном Джонсом, Семом Леєм та Коліном Лінденом, 2000 року за альбом Legends з Пайнтопом Перкінсом; 2006 року за сольний проєкт About Them Shoes та 2010 року за внесок в альбом Кенні Вейна Шепарда Live! In Chicago.
Самлін — лауреат низки премій Blues Music Award: 2006 та 2007 року як «Найкращий блюзовий інструменталіст — гітарист», 2006 року за «Найкращий традиційний блюзовий альбом» About Them Shoes, 2008 року як «Найкращий традиційний блюзовий виконавець», 2011 року за внесок у «Найкращий блюз-рок альбом» Live! In Chicago.

## Дискографія

### Альбоми
- 1965 American Folk Blues (Blues Anytime!) (Amiga 850 043)
- 1973 Hubert Sumlin and his friends (Vogue LDM 30175)
- 1975 Groove (Black & Blue 33.511)
- 1982 Hubert Sumlin: Gotta Run (Paris PLB 2 28517)
- 1987 Hubert Sumlin's Blues Party (Black Top 1036)
- 1989 Heart & Soul (Blind Pig BP-3389) з Джеймсом Коттоном та Little Mike And The Tornadoes
- 1990 Healing Feeling (Black Top BT-1053)
- 1994 Blues Guitar Boss (JSP CD 239)
- 1995 Made In Argentina 1993 (Blues Special BSCD 9501)
- 1995 I'm The Back Door Man (Blues Special BSCD 9506)
- 1998 I Know You (Analogue Productions Originals 2004).
- 1998 Wake Up Call (Blues Planet CD 1116).
- 2005 About Them Shoes (Tone-Cool TCL 51609).

### Альбоми, створені у співпраці
- 1977 Eddie Shaw & the Wolf Gang: Have Blues Will Travel (Simmons ES-1815) з Едді Шоу
- 1980 Hubert Sumlin & Carey Bell: Gamblin' Woman! (L+R 42.008) з Кері Беллом
- 1980 Louisiana Red: Reality Blues (L+R 42.011) з Луїзіана Редом та Саннілендом Слімом
- 1980 Sunnyland Slim: Decoration Day (L+R 42.015) з Саннілендом Слімом
- 1982 Bonnie Lee, Zora Young, Big Time Sarah: Blues With The Girls featuring Hubert Sumlin (Paris PLB 2 28518/19)
- 1994 Bill's Blues (Atomic Theory ATD 1112) з Джиммі Роджерсом та Біг Біллом Гіккі
- 1998 Hubert Sumlin & Billy Branch (Wolf CD 120.868) з Біллі Бранчем
- 1998 Pinetop Perkins / Hubert Sumlin: Legends (Telarc CD-83446) з Пайнтопом Перкінсом
- 2010 JW-Jones: Midnight Memphis Sun (Ruf 7100) з Джей-Ві Джонсом та Чарлі Масселвайтом

### Участь в альбомах, записаних наживо
- 1964 American Folk Blues Festival '64 (Fontana 681 522 TL)
- 1969 American Folk Blues Festival '63 (Fontana TL 5204)
- 1981 American Folk Blues Festival '80 (L+R 42.013)
- 1981 American Folk Blues Festival '81 (L+R 42.022)
- 2004 Hubert Sumlin & David Johansen: Howlin' For Hubert (Collectors Only) з Девідом Йогансеном

### Сингли
- 1965 «Across The Board» / «Sumlin Boogie» (Blue Horizon 45-1000)
- 1987 «Down In The Bottom»/* (Guitar Player Magazine)